# Ernst Engel
Pour les articles homonymes, voir Engel.
Ne doit pas être confondu avec Friedrich Engels.
Ernst Engel (26 mars 1821 Dresde - 8 décembre 1896 Radebeul) est un statisticien et économiste allemand connu pour la courbe et la loi qui portent son nom.

## Biographie
Il étudie à l’École des mines de Freiberg (Saxe). En 1850, il crée l'Office saxon de statistiques. En 1854, il devient chef du département de statistique au gouvernement de Saxe, puis fonde à Dresde la première société d'assurance hypothécaire.
Il devient en 1860 directeur de l'office de statistiques de la Prusse, dont il démissionne en 1882 à la suite de son désaccord avec la politique protectionniste de Bismarck.
Il y a en fait trois lois d'Engel, toutes basées à partir de la même constatation faite après étude du budget des ouvriers :
- La part des dépenses affectées aux besoins alimentaires est d'autant plus faible que le revenu est grand. C'est ce qu'Engel appellera les biens inférieurs (élasticité-revenu négative).
- La part consacrée aux dépenses de vêtements, à l'habitation, au chauffage et à l'éclairage est à peu près constante quelle que soit l'importance du revenu. Ce sont les biens normaux (élasticité-revenu comprise entre 0 et 1).
- La part des besoins « superflus » (besoins d'éducation, de santé et de voyage) augmente au fur et à mesure que le revenu augmente. Ce sont les biens supérieurs (élasticité-revenu supérieure à 1).

Seules la première et la dernière loi ont été par la suite vérifiées de manière empirique, notamment par le sociologue Maurice Halbwachs qui a eu une approche critique du raisonnement d'Engel. En effet, les dépenses en textile ont eu tendance à diminuer (délocalisations et baisse des coûts de la main-d’œuvre qui se répercute sur les prix). Quant à l'habitation et le chauffage/éclairage, ces dépenses ont globalement augmenté (l'utilisation plus fréquente d'assurances, la variation du prix des logements ou encore la flambée des prix de matières premières).
Ernst Engel est enterré dans le cimetière de la Sainte-Trinité de Dresde (de). Une île du Svalbard est nommée en sa mémoire Engeløya.